# Lac Fromenteau (rivière Wabissinane)
Pour les articles homonymes, voir Fromenteau.
Le lac Fromenteau est un plan d'eau douce du versant Nord de la rivière Rupert (via la rivière Wabissinane et le lac Mistassini), dans Eeyou Istchee Baie-James (municipalité), dans la région administrative du Nord-du-Québec, dans la province de Québec, au Canada.
La foresterie constitue la principale activité économique du secteur ; les activités récréotouristiques en second. Les zones environnantes sont propices à la chasse et à la pêche.
Le bassin versant du lac Fromenteau est desservi par quelques routes forestières pour la foresterie et les activités récréotouristiques.
La surface du lac Fromenteau est habituellement gelée de la fin octobre au début mai, toutefois la circulation sécuritaire sur la glace se fait généralement de la mi-novembre à la fin d'avril.

## Géographie
Les principaux bassins versants voisins du lac Fromenteau sont :
- côté nord : rivière Wabissinane, lac Comeau (rivière Rupert), lac Gochigami ;
- côté est : rivière Wabissinane, lac Mistassini, lac Albanel, rivière Neilson (rivière Pépeshquasati), rivière Pépeshquasati ;
- côté sud : rivière Wabissinane, lac Mistassini, ruisseau Kamichkwapiskan, ruisseau Fafard, baie de la Roche Rouge ;
- côté ouest : rivière Rupert, lac Woollett, lac des Pygargues.

Situé à l'ouest du lac Mistassini et de nature difforme, le lac Fromenteau comporte une superficie de 22,3 km2. Ce lac comporte une longueur de 14,9 km, une largeur maximale de 4,5 km et une altitude de 384 m.
Le lac Fromenteau comporte ? îles, de nombreuses baies et presqu'îles. Les principales caractéristiques de ce lac sont :
Partie nord du lac (segment de 4,9 km)
(description selon le sens horaire)
- une baie s'étirant sur 2,3 km et orientée vers l'ouest séparée en son milieu par une presqu'île rattachée à la rive Ouest et s'étirant sur 3,0 km vers l'est ;
- une baie s'étirant sur 2,3 km vers le nord pour recueillir la décharge (venant du nord) de quelques lacs ;
- un plan d'eau ressemblant à un rectangle aux coins arrondis et s'étirant sur 3,7 km ; ce plan d'eau comporte quatre petites baies sur la rive sud-ouest ;
- un détroit de 0,6 km reliant la partie sud-est et la partie sud-ouest du lac.

Partie centre du lac (segment de 6,9 km)
(description selon le sens horaire)
- la décharge (venant de l'ouest) d'un lac non identifié de déversant sur dans une baie s'étirant sur 10,0 km vers le Sud. Note : L'émissaire de la partie centrale du lac est situé dans la pointe Sud de cette baie ;
- cinq baies sur la rive Ouest en remontant jusqu'à la partie nord du lac ;
- une presqu'île s'étirant vers le nord sur 5,9 km délimitant une baie (situé du côté Est) s'étirant vers le sud sur 6,2 km ; une île (longueur : 0,8 km) est située au milieu de la baie précédente. Note : Les falaises de la colline Kakatchow (altitude : m) sont situées sur la rive est de cette baie ;
- un détroit d'une longueur de 3,9 km (sens nord-sud) reliant les parties Nord et Sud du lac ;

Partie sud du lac (segment de 4,5 km)
(description selon le sens horaire à partir de l'embouchure du lac)
- une baie s'étirant sur 2,8 km vers le sud-est, puis le Sud, jusqu'à l'embouchure du lac ;
- une baie s'étirant sur 4,8 km vers le sud-ouest, comportant de nombreuses îles ;
- une baie s'étirant sur 1,6 km vers le sud-ouest, recueillant la décharge (venant du nord-ouest) de quelques plans d'eau en amont ;
- une baie s'étirant sur 1,1 km vers le nord ;
- un détroit de 3,1 km (sens nord-sud) reliant la partie centrale et la partie sud du lac ;
- une presqu'île s'étirant vers le nord-ouest sur 2,0 km, voisine du côté Nord de la baie menant à l'embouchure.

L'embouchure du lac Fromenteau est localisée au fond d'une baie au sud du lac, soit à :
- 2,1 km à l'est d'un sommet de montagne de m ;
- 10,9 km au nord-est d'un sommet de montagne de m ;
- 5,1 km au nord-ouest de l'embouchure de la décharge du lac Fromenteau (confluence avec la rivière Wabissinane) ;
- 10,3 km au nord-ouest de l'embouchure de la rivière Wabissinane (confluence avec le lac Mistassini) ;
- 37,4 km au nord de l'embouchure du lac Mistassini (confluence avec la rivière Rupert) ;
- 109 km au nord du centre-ville de Mistissini (municipalité de village cri) ;
- 175 km au nord du centre-ville de Chibougamau ;
- 373 km au nord-est de la confluence de la rivière Rupert et de la baie de Rupert[1].

À partir de l'embouchure du lac Fromenteau, la décharge coule sur 6,8 km vers le nord, puis vers le nord-ouest jusqu'à la rivière Natastan, soit face à l'Île de l'ouest. De là, le courant de la rivière Natastan coule vers le sud-ouest, en parallèle (du côté Sud) au lac La Bardelière, jusqu'à l'embouchure de la rivière située au sud-ouest de ce dernier lac. Puis le courant suit le cours de la rivière Rupert notamment en traversant le lac Mesgouez, en se dirigeant vers l'ouest jusqu'à la Baie James.

## Toponymie
Le toponyme "lac Fromenteau" a été officialisé le 5 décembre 1968 par la Commission de toponymie du Québec, soit à la création de la commission.